# Anatolij Nieuczesow
Anatolij Nieuczesow (ros. Анатолий Неучесов, ur. 23 października 1984 w Krasnojarsku) – rosyjski biegacz narciarski, dwukrotny medalista mistrzostw świata juniorów.

## Kariera
Po raz pierwszy na arenie międzynarodowej Anatolij Nieuczesow pojawił się 25 października 2003 roku w zawodach Pucharu Świata w Düsseldorfie. Zajął wtedy 48. miejsce w sprincie stylem dowolnym. Był to jego pierwszy i zarazem ostatni występ w PŚ i w klasyfikacji generalnej nie był klasyfikowany. Największe sukcesy w karierze osiągnął w 2004 roku, kiedy zdobył dwa medale podczas mistrzostw świata juniorów w Stryn. Na dystansie 30 km techniką klasyczną był najlepszy, a wspólnie z kolegami z reprezentacji zdobył brązowy medal w sztafecie. Nigdy nie wystąpił na mistrzostwach świata seniorów oraz igrzyskach olimpijskich. W 2005 roku zakończył karierę.

## Osiągnięcia

### Mistrzostwa świata juniorów
| Miejsce | Dzień    | Rok  | Miejscowość | Konkurencja             | Wynik     | Strata  | Zwycięzca        |
| ------- | -------- | ---- | ----------- | ----------------------- | --------- | ------- | ---------------- |
| 1.      | 3 lutego | 2004 | Stryn       | 30 km stylem klasycznym | 1:24:32,7 | -       | -                |
| 5.      | 5 lutego | 2004 | Stryn       | 10 km stylem dowolnym   | 24:19,2   | +36,1   | Franz Göring     |
| 30.     | 7 lutego | 2004 | Stryn       | Sprint stylem dowolnym  | ?         | -       | Robin Bryntesson |
| 3.      | 8 lutego | 2004 | Stryn       | Sztafeta 4x10 km        | 1:44:09,8 | +1:19,6 | Kazachstan       |

### Puchar Świata

#### Miejsca w klasyfikacji generalnej
- sezon 2003/2004: -

#### Miejsca w poszczególnych zawodach
| Sezon 2003/2004 |                             |                      |                      |                         |                       |                            |                        |                        |                      |                        |                            |                         |                               |                          |                            |                        |                      |                        |                      |                      |                   |                      |                        |                           |        |        |        |        |        |        |        |        |        |        |        |        |        |        |        |        |        |        |        |        |        |
| Düsseldorf 25.10 (SP F) | Beitostølen 22.11 (15 km F) | Ruka 28.11 (15 km C) | Ruka 29.11 (2x15 km) | Dobbiaco 6.12 (30 km F) | Davos 13.12 (15 km C) | Val di Fiemme 16.12 (SP C) | Ramsau 20.12 (2x15 km) | Ramsau 21.12 (10 km F) | Falun 6.01 (2x15 km) | Otepää 10.01 (30 km C) | Nové Město 17.01 (15 km C) | Nové Město 18.01 (SP F) | Val di Fiemme 25.01 (70 km C) | La Clusaz 6.02 (15 km F) | Oberstdorf 13.02 (2x15 km) | Sztokholm 18.02 (SP C) | Umea 21.02 (15 km C) | Trondheim 24.02 (SP F) | Drammen 26.02 (SP C) | Oslo 28.02 (50 km F) | Lahti 5.03 (SP F) | Lahti 7.03 (15 km C) | Pragelato 12.03 (SP F) | Pragelato 14.03 (30 km F) | punkty | punkty | punkty | punkty | punkty | punkty | punkty | punkty | punkty | punkty | punkty | punkty | punkty | punkty | punkty | punkty | punkty | punkty | punkty | punkty | punkty |
| 48 | -                           | -                    | -                    | -                       | -                     | -                          | -                      | -                      | -                    | -                      | -                          | -                       | -                             | -                        | -                          | -                      | -                    | -                      | -                    | -                    | -                 | -                    | -                      | -                         | 0      | 0      | 0      | 0      | 0      | 0      | 0      | 0      | 0      | 0      | 0      | 0      | 0      | 0      | 0      | 0      | 0      | 0      | 0      | 0      | 0      |
| Legenda |                             |                      |                      |                         |                       |                            |                        |                        |                      |                        |                            |                         |                               |                          |                            |                        |                      |                        |                      |                      |                   |                      |                        |                           |        |        |        |        |        |        |        |        |        |        |        |        |        |        |        |        |        |        |        |        |        |
| 1 2 3 4-10 11-30 31-100 Dyskwalifikacja - – zawodnik nie wystartował DNS – Zawodnik został zgłoszony do biegu, ale w nim nie wystartował DNF – Zawodnik nie ukończył biegu LPD – Zawodnik został zdublowany |                             |                      |                      |                         |                       |                            |                        |                        |                      |                        |                            |                         |                               |                          |                            |                        |                      |                        |                      |                      |                   |                      |                        |                           |        |        |        |        |        |        |        |        |        |        |        |        |        |        |        |        |        |        |        |        |        |